# Phylloxera deplanata
Phylloxera deplanata är en insektsart som beskrevs av Theodore Pergande 1904. Phylloxera deplanata ingår i släktet Phylloxera och familjen dvärgbladlöss. Inga underarter finns listade i Catalogue of Life.